# Урра, Ерко
Е́рко Андре́с У́рра Корте́с (исп. Yerko Andrés Urra Cortés; род. 9 июля 1996, Мульчен, Чили) — чилийский футболист, вратарь клуба «Уачипато».

## Клубная карьера
Урра начал свою карьеру в молодёжной команде клуба «Уачипато» в пятнадцать лет после того, как в Насимьенто его заметил скаут. Первоначально Ерко играл на позиции нападающего, но сменил позицию из-за нехватки вратарей в команде. В составе молодёжной команды «Уачипато» принял участие в розыгрыше Кубка Либертадорес до 20 лет 2016 года, сыграв во всех трёх матчах.
В 2016 году дебютировал в основной команде в матче Клаусуры против «Аудакс Итальяно» (0:3), после чего занимал место в воротах и в двух следующих матчах. В дальнейшем молодой вратарь не получал игрового времени, в связи с чем летом 2017 года должен был перейти в «Сантьяго Уондерерс» на правах аренды по просьбе своего бывшего тренера Николаса Кордовы, однако из-за проблем с контрактом переход сорвался.
В 2018 году после ухода из «Уачипато» Карлоса Лампе стал основным вратарём команды.

## Карьера в сборной
В ноябре 2018 года был впервые вызван в сборную Чили Рейнальдо Руэдой на товарищеские матчи против Коста-Рики и Гондураса 16 и 20 ноября, соответственно. 26 мая 2019 года был включён в заявку сборной на Кубок Америки в Бразилии.

## Статистика
| Выступление      | Выступление      | Выступление      | Чемпионат | Чемпионат | Кубки | Кубки | Континентальные | Континентальные | Итого | Итого |
| Клуб             | Лига             | Сезон            | Игры      | Голы      | Игры  | Голы  | Игры            | Голы            | Игры  | Голы  |
| ---------------- | ---------------- | ---------------- | --------- | --------- | ----- | ----- | --------------- | --------------- | ----- | ----- |
| Уачипато         | Лига 1           | Клаусура 2016    | 3         | -6        | 0     | 0     | —               | —               | 3     | -6    |
| Уачипато         | Лига 1           | 2016/2017        | 0         | 0         | 2     | -2    | —               | —               | 2     | -2    |
| Уачипато         | Лига 1           | 2017             | 0         | 0         | 0     | 0     | —               | —               | 0     | 0     |
| Уачипато         | Лига 1           | 2018             | 8         | -8        | 6     | -7    | —               | —               | 14    | -15   |
| Уачипато         | Лига 1           | 2019             | 10        | -13       | 0     | 0     | —               | —               | 10    | -13   |
| Уачипато         | Итого            | Итого            | 21        | -27       | 8     | -9    | —               | —               | 29    | -36   |
| Всего за карьеру | Всего за карьеру | Всего за карьеру | 21        | -27       | 8     | -9    | —               | —               | 29    | -36   |